# All My Life (альбом Big K.R.I.T.)
All My Life — дебютна компіляція американського репера Big K.R.I.T., що вийшла 20 листопада 2015 р. Для промоції альбому дві пісні з попереднього замовлення («Playa» і «Here We Go») стали приступними для купівлі на iTunes.
За словами виконавця, є збіркою старого матеріалу, придбаного RBC Records. Треки записано до підписання контракту з Def Jam Recordings.

## Список пісень
| #   | Назва                              | Тривалість |
| --- | ---------------------------------- | ---------- |
| 1.  | «Playa» (з участю Corey Cato)      | 3:44       |
| 2.  | «Here We Go»                       | 3:19       |
| 3.  | «All My Life»                      | 4:00       |
| 4.  | «I Apologize»                      | 3:41       |
| 5.  | «Shawty I'm On»                    | 4:14       |
| 6.  | «She Mad at Me»                    | 3:50       |
| 7.  | «Skyline» (з участю Ben Hated)     | 3:53       |
| 8.  | «Team Spirit (Reprise)»            | 3:28       |
| 9.  | «She Kills Me»                     | 4:08       |
| 10. | «Shawty Can We Kick It»            | 3:27       |
| 11. | «All My Life» (з участю Raj Krome) | 4:26       |
| 12. | «Team Spirit»                      | 4:04       |